# Kita (anatomija)
Kíta ali tetiva je fibrozno vezivo, ki pritrjuje mišico na kost ali na hrustanec. Podobna struktura je vez (ligament); tako kite kot vezi so zgrajene iz kolagena, vendar vezi povezujejo dve kosti (ne mišico na kost).

## Zgradba
Histološko so kite zgrajene iz snopov gostega pravilnega vezivnega tkiva, obdanega z ovoji gostega nepravilnega vezivnega tkiva. Normalne zdrave kite so zgrajene iz niza vzporednih tesno prilegajočih kolagenskih vlaken. Na kost so pričvrščene s Sharpeyjevimi vlakni. Suha masa predstavlja okoli 30 % skupne mase kit in je zgrajena iz okoli 86 % kolagena, 2 % elastina, 1,5 % proteoglikanov in 0,2 % anorganskih sestavin, kot so baker, mangan in kalcij. Kolagen v večini (97–98%) predstavlja kolagen tipa I, le preostali majhen delež predstavlja kolagen drugih tipov (kolagen tipa II v hrustančnih predelih kite, kolagen tipa III v retikulinskih vlaknih žilnih sten, kolagen tipa IX in tipa IV v bazalnih membranah kapilar, kolagen tipa V v žilnih stenah in kolagen tipa X v mineraliziranem fibroznem hrustancu blizu stika s kostmi).
Kolagenska vlakna se združujejo v večje skupke. Potem, ko celice izločijo kolagenske molekule in se te cepijo s prokolagenskimi N- in C-peptidazami, se spontano tropokolagenske molekule (osnovne trivijačne strukturne enote kolagenske protofibrile, sestavljena iz treh polipeptidnih verig) združujejo v netopna vlakenca. Kolagenske molekule merijo v dolžino okoli 300 nm in v širino 1–2 nm, premer vlaken, ki jih tvorijo, pa je lahko 50–500 nm. V kitah se vlakenca združujejo naprej v večje snope, ki merijo v dolžino okoli 10 mm, njihov premer pa je 50–300 μm, ti pa naposled v kitna vlakna s premerom 00–500 μm.
Kolagenske snope v kiti ovija endotendineum, rahlo vezivo, ki vsebuje tanka kolagenska vlakenca in elastična vlakna.